# Dialektó (ort i Grekland, Östra Makedonien och Thrakien)
Dialektó (Dialekto) är en ort i Grekland.   Den ligger i prefekturen Nomós Kaválas och regionen Östra Makedonien och Thrakien, i den nordöstra delen av landet, 400 km norr om huvudstaden Aten. Dialektó ligger 138 meter över havet och antalet invånare är 107.
Terrängen runt Dialektó är varierad. Runt Dialektó är det ganska glesbefolkat, med 40 invånare per kvadratkilometer. Närmaste större samhälle är Xánthi, 15,6 km nordost om Dialektó. I omgivningarna runt Dialektó växer i huvudsak blandskog.